# Maisoncelle-Tuilerie
Maisoncelle-Tuilerie is een gemeente in het Franse departement Oise (regio Hauts-de-France) en telt 313 inwoners (2005). De plaats maakt deel uit van het arrondissement Clermont.

## Geografie
De oppervlakte van Maisoncelle-Tuilerie bedraagt 7,9 km², de bevolkingsdichtheid is 39,6 inwoners per km².
De onderstaande kaart toont de ligging van Maisoncelle-Tuilerie met de belangrijkste infrastructuur en aangrenzende gemeenten.

## Demografie
Onderstaande figuur toont het verloop van het inwonertal (bron: INSEE-tellingen).